# Mys Kilyazinskaya Kosa
Mys Kilyazinskaya Kosa är en udde i Azerbajdzjan.   Den ligger i distriktet Xızı Rayonu, i den östra delen av landet, 60 km nordväst om huvudstaden Baku.
Terrängen inåt land är mycket platt. Trakten är glest befolkad. Närmaste större samhälle är Kilyazi, 16,6 km väster om Mys Kilyazinskaya Kosa.